# محمد رضا أخباري
محمد رضا أخباري (بالفارسية: محمدرضا اخباری)؛ وُلد في 15 فبراير 1993) هو لاعب كرة قدم إيراني يشغل مركز حارس المرمى في نادي غل غهر سيرجان.